# Ivar Lo-Johansson

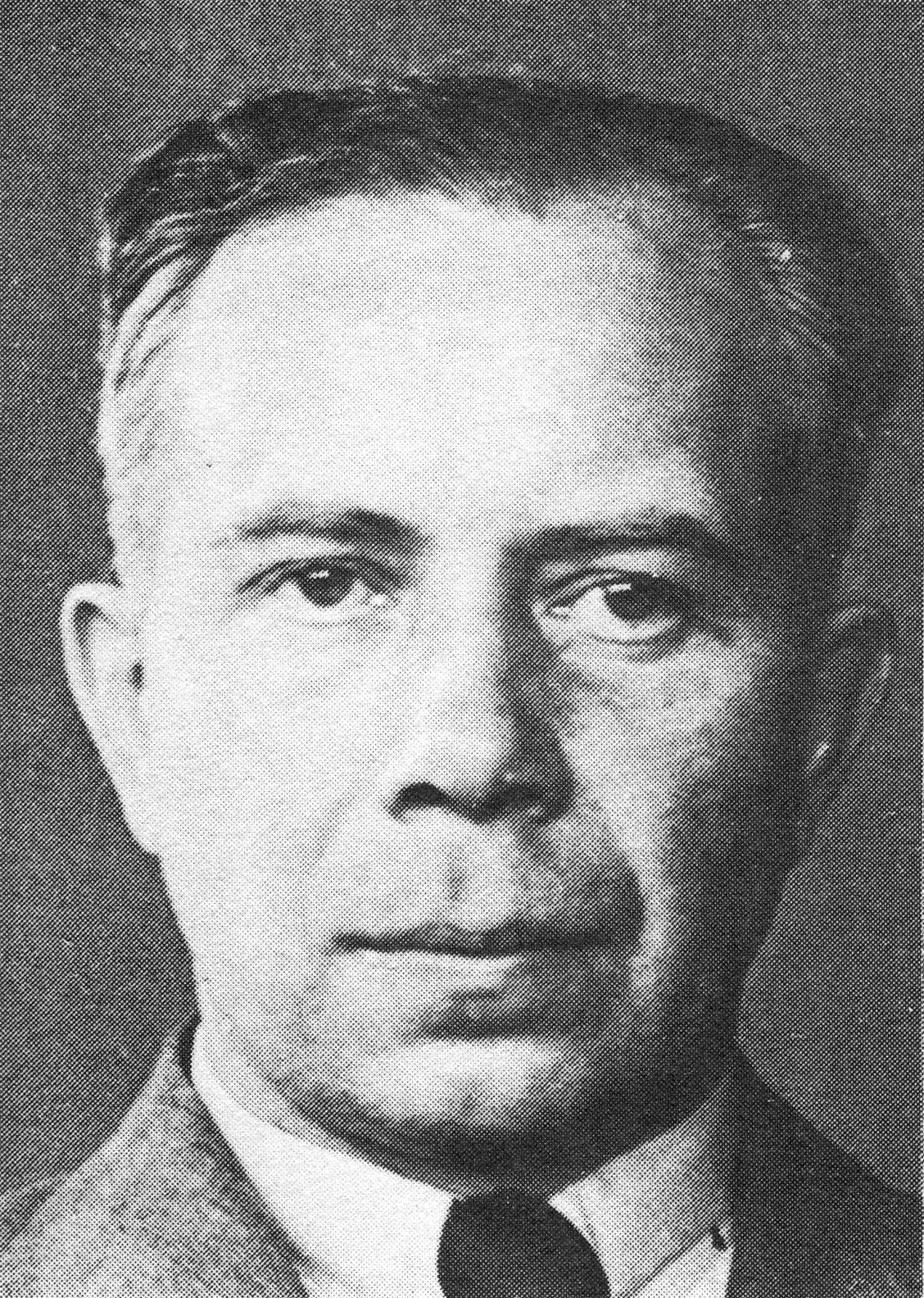
Ivar Lo-Johansson

Ivar Lo-Johansson (Ösmo, 23 de febrero de 1901-Estocolmo, 11 de abril de 1990) fue una escritor sueco galardonado con el Premio de Literatura del Consejo Nórdico.
Sus obras, muy influenciadas en la literatura proletaria, describían las dificultades de trabajadores y sindicatos, y supusieron la adopción de medidas para la reforma agraria sueca.

## Obra
- Vagabondliv i Frankrike (1927)
- Kolet i våld. Skisser från de engelska gruvarbetarnas värld (1928)
- Ett lag historier (1928)
- Nederstigen i dödsriket. Fem veckor i Londons fattigvärld (1929)
- Zigenare. En sommar på det hemlösa folkets vandringsstigar (1929)
- Mina städers ansikten (1930)
- Jag tvivlar på idrotten (1931)
- Måna är död (1932)
- Godnatt, jord (1933)
- Kungsgatan (1935)
- Statarna (1936–37)
- Jordproletärerna (1941)
- Bara en mor (1939)
- Traktorn (1943)
- Geniet (1947)
- "En proletärförfattares självbiografi" (1951–60) 
  - Analfabeten (1951)
  - Gårdfarihandlaren (1953)
  - Stockholmaren (1954)
  - Journalisten
  - Författaren
  - Socialisten
  - Soldaten
  - Proletärförfattaren
- Elektra Kvinna år 2070 (1967)
- "Passionssviten" (1968–72)
- Lyckan (1962)
- Astronomens hus (1966)
- Ordets makt (1973)
- Lastbara berättelser (1974)
- Memoirs (1978–85)
  - Pubertet. (1978)
  - Asfalt. (1979)
  - Tröskeln. (1982)
  - Frihet. (1985)
- Till en författare (1988)
- Skriva för livet (1989)
- Blå Jungfrun (póstumo, 1990)
- Tisteldalen(póstumo,, 1990)

- Datos: Q267242
- Multimedia: Ivar Lo-Johansson / Q267242